# Sîdorî, Busk
Sîdorî (în ucraineană Сидори) este un sat în comuna Ojîdiv din raionul Busk, regiunea Liov, Ucraina.

## Demografie
Componența lingvistică a localității Sîdorî
     Ucraineană (96,34%)
     Rusă (3,66%)
Conform recensământului din 2001, majoritatea populației localității Sîdorî era vorbitoare de ucraineană (96,34%), existând în minoritate și vorbitori de rusă (3,66%).